# Józef Sebastian Pelczar
Józef Sebastian Pelczar (ur. 17 stycznia 1842 w Korczynie, zm. 28 marca 1924 w Przemyślu) – polski biskup rzymskokatolicki, biskup pomocniczy przemyski w latach 1899–1900, biskup diecezjalny przemyski w latach 1900–1924, założyciel Zgromadzenia Służebnic Najświętszego Serca Jezusowego, święty Kościoła katolickiego. W latach 1882–1883 rektor Uniwersytetu Jagiellońskiego.

## Życiorys
Józef Sebastian Pelczar urodził się i wychował we wsi Korczyna pod Krosnem. Jego rodzice Wojciech i Marianna z domu Mięsowicz, widząc, że syn dobrze się uczy, po dwóch latach nauki w korczyńskiej szkole ludowej posłali go do Rzeszowa, do szkoły głównej. W 1860 zdał egzamin dojrzałości w C.K. Gimnazjum w Przemyślu. Po maturze podjął studia teologiczne w Wyższym Seminarium Duchownym w Przemyślu.
17 lipca 1864 w Przemyślu przyjął święcenia kapłańskie z rąk bp. Antoniego Monastyrskiego. W Samborze, jego pierwszej placówce, pracował półtora roku jako wikariusz, następnie wysłano go do Rzymu, gdzie w latach 1866–1868 studiował równocześnie na dwóch rzymskich uczelniach: Collegium Romanum (dziś Uniwersytet Gregoriański) i w Instytucie św. Apolinarego (dziś Uniwersytet Laterański), uzyskując stopień doktora teologii. Po powrocie do kraju wykładał w seminarium przemyskim. Od czasu reorganizacji Uniwersytetu Jagiellońskiego w 1877, pracował tam przez 22 lata. Pełnił tam obowiązki profesora i dziekana Wydziału Teologicznego, otrzymawszy 19 marca 1877 r. od cesarza Franciszka Józefa tytuł profesora zwyczajnego Uniwersytetu Jagiellońskiego oraz nominację na wykładowcę historii Kościoła i prawa kanonicznego na tejże uczelni. Przybywszy miesiąc później do Krakowa zamieszkał na następne 7 lat w klasztorze oo. Franciszkanów przy bazylice św. Franciszka z Asyżu, codziennie odprawiając Mszę Święta przed obrazem Matki Bożej i nierzadko posługując również jako spowiednik.
W chwili, gdy ks. Pelczar dołączył do grona kadry naukowej Uniwersytetu Jagiellońskiego uczelnia ta zdołała już przełamać – trwający ponad 200 lat – kryzys. Od 1870 r. - kiedy to proces germanizacji placówki został zahamowany, a język polski zaprowadzono w miejsce niemieckiego - krakowski uniwersytet dorównywał swym poziomem słynnym uczelniom świata. Jedynie Wydział Teologiczny nie nadążał za postępem innych fakultetów, wywołując wewnątrzakademickie konflikty. Przed rokiem 1870 zredukowany do tylko czterech katedr (jedna obejmowała historie Kościoła i po 1870r. dołączono do niej prawo kanoniczne, które dotąd funkcjonowało tylko jako lektorat) i nie posiadający wśród swych profesorów ludzi o nazwiskach głośniejszych w nauce, Wydział cierpiał na brak studentów, a do tego w 1847 r. utracił nawet prawo nadawania stopni akademickich – w końcu lat 70. XIX stulecia mając tylko 2 profesorów i zaledwie 20 studentów, głównie zakonników, nie mogąc nadawać stopnia doktora ani brać udziału w wyborze rektora uczelni. Dopiero przywrócenie mu w 1880 r. odebranych wcześniej praw, dokonane w związku z przywróceniem diecezji krakowskiej, zapoczątkowało jego odrodzenie, do którego ks. prof. Pelczar walnie się przyczynił. Przed jego przybyciem na 13 wykładowców, którzy pracowali kolejno przy katedrze teologii w latach 1798— 1877, tylko trzech było profesorami, a dziesięciu zastępcami profesorów. Żaden z nich nie pozostawił po sobie znaczniejszego śladu w nauce aż dopiero ks. prof. Józef Pelczar przywrócił temu wydziałowi rozgłosu i znacznie dzięki swojej różnokierunkowej działalności pisarskiej oraz reorganizacji katedry (historii Kościoła i prawa kanonicznego). Po utworzeniu w 1881 r. osobnej katedry prawa kanonicznego został profesorem wyłącznie historii Kościoła, w której roli dokonał opracowania 3-tomowej, kilkakrotnie wznawianej monografii papieża Piusa IX, choć właściwie jego zainteresowania koncentrowały się bardziej niż na historii na teologii pastoralnej i tej dziedzinie był uznanym specjalistą i kiedy w 1882 r. ks. Józef Krukowski zwolnił miejsce na tej katedrze, ks. prof. Pelczar na nią się przeniósł.
W roku 1880 otrzymał prezentę na kanonika gremialnego kapituły krakowskiej, a w latach 1882–1883 był rektorem krakowskiej uczelni.
W 1891 poddał myśl utworzenia Bractwa NMP Królowej Korony Polskiej, które oprócz celów religijnych opiekowało się rzemieślnikami, biednymi, sierotami i sługami (zwłaszcza chorymi i pozbawionymi pracy). W 1911 r. biskup Pelczar połączył z Bractwem Najświętszej Maryi Panny Królowej Korony Polskiej ze Związkiem Katolicko-Społecznym, organizacji założonej celem opieki nad emigrującymi z terenu jego diecezji w styczniu 1906 r., bo jak bp Pelczar wówczas zaznaczył:
W społeczeństwie polskiem, obok wielu stron dodatnich i pocieszających, różne widzimy choroby i rany; któż bowiem na tem nie ubolewa, że […] z braku przemysłu i zarobku tysiące młodych ludzi musi za robotą wychodzić za granicę […] Otóż Związek katolicko-społeczny ma rozwijać żywszą działalność na polu życia katolickiego i pracy społecznej, posługując się środkami, wskazanymi w statutach Związku, jakimi są: […] obrona przed wyzyskiem wychodźców, szukających roboty za granicą. Zaś potrójnym zadaniem Bractwa było uświęcenie członków, krzewienie czci do Maryi jako Królowej Korony Polskiej oraz działalność na rzecz religijnego, moralnego i ekonomicznego dobra społeczeństwa polskiego. Realizacji celu konfraterni służył szereg środków, a święto patronalne bractwa przypadało w pierwszą niedzielę maja. W 1894 założył w Krakowie Zgromadzenie Służebnic Najświętszego Serca Jezusowego, „stawiając mu za cel szerzenie Królestwa miłości Serca Jezusowego”. Siostry miały być „znakiem i narzędziem tej miłości wobec dziewcząt, chorych i wszystkich ludzi potrzebujących pomocy”.
W 1899 został mianowany biskupem pomocniczym diecezji przemyskiej i biskupem tytularnym Miletopolis, a po śmierci bp. Łukasza Soleckiego biskupem diecezjalnym. Przez 25 lat pracował jako biskup. Przed 1914 uzyskał tytuł asystenta tronu papieskiego, tytuł hrabiego rzymskiego, tytuł prałata domowego Jego Świątobliwości.
W ramach autonomii galicyjskiej państwa Austro-Węgier był posłem Sejmu Krajowego Galicji kadencji V (1883), VII (1900–1901), VIII (1901–1907), IX (1908–1913), X (1913–1914). Otrzymał tytuł c. k. tajnego radcy.

Pomimo słabego zdrowia bp Pelczar wiele czasu poświęcał swoim diecezjanom. Przeprowadzał częste wizytacje parafii, zachęcał wiernych do udziału w nabożeństwach eucharystycznych, dbał o wysoki poziom moralny i umysłowy duchowieństwa. Skutecznie starał się o budowę nowych kościołów i kaplic, podczas jego rządów odnowiono wiele świątyń. Przeprowadził trzy synody diecezjalne, które uregulowały prawnie różnorodne inicjatywy. Miał wielkie nabożeństwo do Najświętszego Sakramentu, Serca Pana Jezusa i Matki Bożej. W swoim herbie biskupim umieścił wizerunek NMP z zawołaniem Ave Maria. Dewizą jego życia było zawołanie: 
Wszystko dla Najświętszego Serca Jezusowego przez Niepokalane Ręce Najświętszej Maryi Panny.
Przyczynił się do budowy kościoła w rodzinnej Korczynie. Dbał o najuboższych mieszkańców swej diecezji. Z jego inicjatywy powstawały ochronki dla dzieci, kuchnie dla ubogich, schroniska dla bezdomnych, szkoły gospodarcze dla dziewcząt, bezpłatna nauka w seminarium duchownym dla chłopców z ubogich rodzin. W publikacjach szerzył i promował naukę społeczną papieża Leona XIII. Starał się zaradzić problemom emigracji i alkoholizmu. Działał jako członek Towarzystwa św. Wincentego à Paulo oraz Towarzystwa Oświaty Ludowej. W tym ostatnim przez 16 lat pełnił funkcje prezesa. Towarzystwo to w tym czasie zajmowało się zakładaniem czytelni i wypożyczalni książek, wydawaniem i rozprowadzaniem książek wśród ludu, przeprowadzaniem bezpłatnych wykładów, otworzyło również szkołę dla służących. Był zaangażowanym działaczem okręgu lwowskiego Polskiego Czerwonego Krzyża, a za swoje zasługi – jako pierwszy w Polsce – otrzymał tytuł „Dozgonnego Członka PCK”.
Zmarł 28 marca 1924 na skutek zapalenia płuc. Zgodnie z własną wolą został pochowany w kościele Najświętszego Serca Pana Jezusa w Przemyślu w podziemiach pod kaplicą Matki Boskiej Częstochowskiej 1 kwietnia 1924. W 1991 szczątki biskupa zostały przeniesione do przemyskiej katedry Wniebowzięcia Najświętszej Maryi Panny i św. Jana Chrzciciela.
Jego spuścizna pisarska obejmuje dzieła teologiczne, historyczne, z dziedziny prawa kanonicznego, podręczniki, modlitewniki, listy pasterskie, mowy i kazania.

## Kult
Józef Sebastian Pelczar został beatyfikowany w Rzeszowie przez papieża Jana Pawła II 2 czerwca 1991 podczas IV pielgrzymki do Polski. Jego kanonizacja odbyła się 18 maja 2003 na placu św. Piotra w Rzymie. W dzieciństwie ofiarowany został Matce Bożej Pocieszenia w jej sanktuarium w Leżajsku. Relikwie świętego znajdują się w kościele archikatedralnym pod wezwaniem św. Jana Chrzciciela w Przemyślu. W Krakowie czczony jest w sposób szczególny w kościele Służebnic Najświętszego Serca Jezusowego. Pierwsza na świecie parafia i kościół pod jego wezwaniem powstały w Przeworsku. 16 maja 2004 podczas uroczystej liturgii na zakończenie obchodów Roku Pelczarowskiego abp Józef Michalik, metropolita przemyski – dekretem erygował sanktuarium św. Józefa Sebastiana biskupa w Korczynie.
Jest patronem trzeźwości, chorych, ubogich i emigrantów oraz archidiecezji przemyskiej, diecezji rzeszowskiej, Wyższego Seminarium Duchownego w Rzeszowie, Zgromadzenia Służebnic Najświętszego Serca Jezusowego (sióstr sercanek), powiatu krośnieńskiego. Jest również patronem Papieskiego Kościelnego Instytutu Polskiego w Rzymie (od 16.10.2012).
W klasztorze Zgromadzenia Służebnic Najświętszego Serca Jezusowego w Krakowie, w 1986 kard. Franciszek Macharski otwarł muzeum bpa Józefa Sebastiana.
Wspomnienie liturgiczne w Kościele katolickim obchodzone jest 19 stycznia.
W ikonografii przedstawiany jest w stroju biskupim.

## Publikacje
- Życie duchowne czyli doskonałość chrześcijańska według najcelniejszych mistrzów duchownych (1873)
- Pius IX i jego wiek. T. 2 (1880)
- Kazanie o królowaniu i opiece Bogarodzicy nad narodem polskim, miane w dniu 2gim września 1877 r. przy złożeniu koron przed obrazem N. Panny w Starejwsi, jako wstępnym akcie koronacyi tegoż obrazu (1885)
- Życie duchowne czyli Doskonałość chrześcijańska. Tom 1 (1886)
- Życie duchowne czyli Doskonałość chrześcijańska. Tom 2 (1886)
- Konferencje apologetyczne o przyczynach niedowiarstwa w naszych czasach i o potrzebie religii miane w roku 1884 w Krakowie. Wydanie drugie przejrzane i pomnożone (1890)
- Rewolucya francuska wobec religii. Odczyt miany 23 lutego 1890 r. na dochód Towarzystwa Wzajemnej Pomocy Uczniów Uniwersytetu Jagiellońskiego, powiększony dopiskami (1890)
- Prawo małżeńskie katolickie z uwzględnieniem prawa cywilnego obowiązującego w Austryi, w Prusach i w Królestwie Polskiem (1890)
- Zarys dziejów kaznodziejstwa w kościele katolickim. Cz. 1. Kaznodzieje greccy do IX wieku, łacińscy do XVI wieku (1896)
- Zarys dziejów kaznodziejstwa w kościele katolickim. Cz. 2. Kaznodzieje polscy (1896)
- Kazania na uroczystości i święta Najświętszej Panny Maryi. Cz. 2 (1897)
- Rozmyślania o życiu zakonnem dla zakonnic (1898)
- Kazanie na nabożeństwie uroczystem odprawionem 27 czerwca 1898 r. w kościele Najświętszej Panny Maryi podczas obchodu setnej rocznicy urodzin Adama Mickiewicza (1898)
- Acta et Statuta Synodi dioecesanae Premisliensis : quam A.D. 1902 diebus 19, 20, 21, 22 Mensis Augusti (1903)
- Czytania duchowne o Najśw. Pannie Maryi (1904)
- Pius IX i jego pontyfikat na tle dziejów kościoła w XIX wieku. T. 1 (1907)
- Masoneria. Jej początki, organizacja, ceremoniał, zasady i działanie (1905)
- Pius IX i jego pontyfikat na tle dziejów kościoła w XIX wieku. Tom 1 (1907)
- Pius IX i jego pontyfikat na tle dziejów kościoła w XIX wieku. Tom 2 (1908)
- Pius IX i jego pontyfikat na tle dziejów kościoła w XIX wieku. Tom 3 (1908)
- Kazania na uroczystości i święta Najświętszej Panny Maryi. Cz. 1 (1911)
- Jezus Chrystus wzorem i mistrzem kapłana : rozmyślania dla kapłanów. T. 4 Cz.1. Jezus Chrystus w męce swojej jest wzorem i mistrzem kapłana. Cz. 2, Jezus Chrystus w swojem życiu chwalebnem jest wzorem i mistrzem kapłana (1911)
- Masoneria. Jej istota, zasady, dążności, początki, rozwój, organizacja, ceremoniał i działanie. Według pewnych przeważnie masońskich źródeł (1914)
- Pius IX i Polska (1914)
- Zarys dziejów kaznodziejstwa w Polsce (1917)
- Religja katolicka. Jej podstawy, jej źródła i jej prawdy wiary : rozprawy dogmatyczne dla ludzi wykształconych (1923)

## Odznaczenia
- Krzyż Komandorski z Gwiazdą Orderu Odrodzenia Polski (2 maja 1923)[30][31][32]
- Order Korony Żelaznej II klasy – Austro-Węgry (przed 1903)[7][33]
- Order Korony Żelaznej III klasy – Austro-Węgry (7 czerwca 1887)[34]